# Фенікс та дзеркало
«Фенікс та дзеркало» (англ. The Phoenix and the Mirror) — фентезійний роман американського письменника Джуліен Мей, перша книга в серії «Вергіл Магус». Вперше надрукований у лютому 1969 року у твердій обкладинці видавництвом Даблдей, того ж року видавництво Ace Books надрукувало роман у м'якій обкладинці. Згодом Ace Books ще двічі перевидавало роман, в січні 1978 року та в лютому 1983 року. Перше електронне видання книги випустила в серпні 2012 року компанія Prologue Books. Перше британське видання було видане у квітні 1975 року в м’якій обкладинці видавництвом Mayflower. У жовтні 2013 року та грудні 2013 року Голланц випустив британські торгові видання в м’якій обкладинці та електронні книги. У виданнях Голланц також є вступ від Адама Робертса.

## Сюжет
Як зазначено у вступних «Примітках автора», головний герой роману Вергілій Волхв заснований на стародавньому римському епосі Вергілія епохи Августа в його легендарному середньовічному образі великого мага.
Події роману розгортаються в альтернативному стародавньому середземноморському світі та описує пошуки Вергілія, який намагається створити «незаймане дзеркало» (дзеркало) для ворожіння. Конструкція такого дзеркала вимагає використання нерозплавленої мідної руди та олова, що прискорює пошуки на Кіпр, джерело міді в стародавньому світі. У романі також присутня нахабна голова, яка дає назву будинку Вергілія.

## Зв'язок з іншими роботами
Хоча роман написано першим, але хронологічно він є останнім томом серії, після «Вергілія в Аверно» (1987) та «Червоної фіги» (2005).

## Відгуки
Рецензію на роман писали Джоанна Расс на сторінках «Фентезі & Сайнс фікшн», серпень 1969, Джеймс Бліш у «Фентезі & Сайнс фікшн», серпень 1970, Сінді Вудрафф у «Лунному щомісячнику» #32, січень 1972, Фріц Лайбер на сторінках Fantastic, липень 1973, Пол Вокер на сторінках «Гелексі», червень 1978, Гельмут Пеш у «Магірі» #32, 1979, і Девід Прінгл (1988) у Січасне фентезі: 100 найкращих романів, 1988.